# Extinction (botanique)
Pour les articles homonymes, voir Extinction.
En physiologie végétale, l'extinction désigne la mortalité physiologique de rameaux jeunes, non liée à l’environnement. Les phénomènes de mortalité d’axes et de bourgeons sont un domaine classique de la littérature en horticulture. 

## Explication
Telle qu'elle a été définie par Lauri et collègues en 1995 et 1997) originellement sur pommier, l’extinction présente deux spécificités : 
1. elle est le plus souvent précoce, dès l’année qui suit la mise en place du rameau porteur, i.e., sur bois de un an selon la terminologie usuelle,
2. elle touche majoritairement les inflorescences.

Elle est alors liée au non-développement de la pousse de bourse. Ce phénomène se distingue donc clairement de la cladoptose qui désigne habituellement l’élagage naturel d’une branche, souvent âgée (et munie encore de ses feuilles vertes), provoquée par des facteurs environnementaux défavorables (sécheresse, manque de lumière). C’est ce qui est classiquement observé à l’intérieur d’un vieil arbre ou dans un verger trop dense où on parle alors de « dégarnissement ». Elle est également différente du phénomène de Death Spur Disorder dont le déterminisme exact n’est pas connu, et qui touche surtout les bourgeons végétatifs et ne semble pas lié au génotype,.
Une relation a été mise en évidence entre l'extinction et la régularité de la production de fruits d'une année à la suivante. On montre ainsi que les cultivars de pommier à forte extinction ont également une fructification régulière. Les inflorescences sont situées en position terminale sur des rameaux plus longs et moins nombreux que les cultivars ayant peu d'extinctions et à production alternante. C'est le cas de la variété Granny Smith par exemple. Cette observation a conduit à préconiser une méthode de taille innovante basée sur la suppression des rameaux jeunes le long des branches, sans taille de renouvellement des branches elles-mêmes. Cette taille ne nécessite en général pas de sécateurs et se fait au gant. Cette technique est appelée « extinction artificielle » par analogie avec le phénomène d'extinction naturelle qu'elle cherche à imiter. Elle est maintenant appliquée en verger à partir des propositions du groupe de Recherche-Application MAFCOT (Maîtrise de la Fructification - Concepts et Techniques).